# Zacharias Werner
Zacharias Werner   (Königsberg, 18 de novembre de 1768 - Viena, 17 de gener de 1823), fou un poeta, escriptor, advocat i sacerdot alemany
Des de 1784 va estudiar jurisprudència i economia política a la seva ciutat natal, alhora que freqüentava els cursos de Kant. Els seus primers poemes (Vermischten Gedichte, Königsberg, 1789) són insignificants i no deixen ni tan sols entreveure la tendència poètica de Werner. El 1793 fou nomenat secretari fiscal a la Prússia Meridional i després d'haver exercit el mateix càrrec a diverses localitats de les noves províncies poloneses, fou traslladat a Varsòvia. Durant la seva permanència a aquesta capital, on es va posar en relació amb J.J.Mnioch i E.T.A. Hoffmann i va conèixer el que després havia de ser el seu biògraf, Hitzig, va contreure Werner ni més ni menys que tres matrimonis, dels quals els dos primers es van desfer al cap de molt poc temps de contrets.
A Varsòvia es va inscriure en una lògia maçònica, però es va sentir més atret per l'element místic d'aquella Ordre que no pas per les seves tendències culturals. En voler donar forma dramàtica a les seves idees sobre la francmaçoneria, va sorgir el seu primer drama, Die Söhne des Tals (Berlín, 1903/04), que exposa l'ocàs de l'ordre dels Templers. Werner va emprendre, en companyia de la seva tercera esposa, un viatge a Königsberg, a fi de cuidar la seva mare, que patia atacs mentals. A Varsòvia va acabar la primera part del drama Das Kreus an der Ostsee (Berlín, 1806), calcat sobre la conversió dels pagans prussians al Cristianisme, i després va passar a Berlín a ocupar una plaça que li havia proporcionat el seu Mecenes, el ministre v. Schrötter, desitjós de donar-li temps abundant per dedicar-se a la poesia.
Incitat per Iffland, va dur a terme l'audaç intent d'introduir a l'escena el reformador alemany; el seu Martin Luther oder die Weihe der Kraft es va estrenar, en efecte, el 1806. Després de divorciar-se per tercera vegada, va viatjar, a l'estiu de 1807, pel Rin i va anar a Weimar, durant tota la temporada d'hivern va alternar amb Goethe, que es va interessar per Werner i va fer que el 1808 s'estrenés allí la seva tragèdia Wanda (Tubingen, 1810), calcada sobre la prehistòria llegendària de Polònia i d'un estil molt semblant a l'òpera. Tornat a Berlín a la primavera subsegüent, va emprendre, a principis de l'estiu, un nou viatge; va conèixer a Suïssa la senyora de Staël, va ser hoste seu una llarga temporada a Coppet i després va tornar, per París, a Weimar, on va proposar la petita tragèdia fatalista Der 24 Februar (Altenburgo, 1815) al seu mestre Goethe, qui no la va aprovar de cap manera.
Ja havia aparegut el drama tràgic Attila (Berlín, 1808). Després d'una segona permanència de dos mesos a Coppet, va partir Werner cap a Roma, on va estar fins al juliol de 1813, i el 19 d'abril de 1811 es va convertir al Catolicisme. Ordenat de sacerdot a Aschaffenburg (estiu de 1814), es va domiciliar definitivament a Viena. Durant el Congrés d'aquella ciutat i posteriorment al mateix, va predicar-hi sovint, sense tenir-ne el càrrec, i la seva personalitat va atreure gran nombre d'oients. Des de la primavera de 1816 va passar tot un any a Podíl·lia a casa del comte Choloniewski; després fou nomenat canonge honorari del Capítol catedralici de Kamieniec. Des de 1819 va residir a Viena.
Amb el seu drama esmentat, Martin Luther (Frankfurt, 1813), havia proclamat poèticament la seva abjuració del protestantisme; com a composicions de grans vols, van seguir: Kunigunde die Heilige, drama romàntic (Leipzig, 1815) i la tragèdia Die Mutter der Makkabäer (Viena, 1820), l'última obra del poeta.
Des de la tardor del 1821, ja malalt, va reprendre amb gran alè les seves conferències públiques. Després d'haver vestit l'hàbit dels Redemptoristes, va renunciar al seu pla de professar-hi. Werner va ser l'únic dramaturg de l'escola romàntica que va assolir èxits teatrals.
Partint originàriament de les dues creacions de Schiller, Junfrau von Orleans i Braut von Messina, va amalgamar a la seva manera els elements místics i les idees fatalistes; va arribar, pas a pas, a una concepció fantàstica, obscura, que cada vegada el va atropellar amb més força: va elevar l'expressió dramàtica a l'exaltació i va trobar per fi com a punt de parada, tant personal com poètic, l'indestructible poder i la magnificència de l'Església catòlica.
Les seves obres escollides (Ausgewählten Schiriften) es van donar a l'estampa en 13 volums (Grimma, 1841), als quals es van afegir posteriorment altres dos (14 i 15) amb: Zach, Werners Biographie und Charakteristik nebst Originalmit aus dessen Tagebüchern, editats per Schütz (1841).